# Warbus
Warbus – prywatna spółka transportowa z siedzibą w Warszawie, obsługująca linie miejskie w Lublinie i Sopocie, gminne linie autobusowe łączące gminę Miękinia z Wrocławiem oraz  w Nowej Soli w Lubuskiem oraz w Lesznowoli pod Warszawą, a wcześniej także w gminach Murowana Goślina, Oborniki i Ełk oraz przewozy na liniach hipermarketowych w Warszawie. Firma powstała w 2000 roku, początkowo pod nazwą Marinavet Industries.

## Oddział w Warszawie
Firma Warbus w Warszawie rozpoczęła działalność od obsługi Centrum Handlowego Reduta, później także CH Wola Park, CH BlueCity i Galerii Mokotów. W 2006 przedsiębiorstwo wygrało przetarg na obsługę komunikacji w podwarszawskiej gminie Lesznowola (linie L1, L2, L3, L4 i L5). W roku 2007 ostatnia z linii hipermarketowych (CH Reduta) została przejęta przez Mobilis.

## Oddział w Poznaniu (nieaktualne)
W 2007 roku firma Warbus wygrała przetarg na obsługę komunikacji miejskiej w gminie Murowana Goślina. Od 1.09.2008 przejęła obsługę linii 341 (111) (RONDO ŚRÓDKA – PRZEBĘDOWO) i 348 (188) (OS. SOBIESKIEGO – PRZEBĘDOWO) od MPK Poznań. W tym celu zakupiono 4 sztuki fabrycznie nowych autobusów Solaris Urbino 12 oraz 2 sztuki używanych autobusów MAN NU313.
Od 1.09.2008 w związku z nową polityką numeracji linii wprowadzoną przez UM Poznań linie 111 i 188 zmieniły numerację na 341 i 348. Trasy linii pozostały bez zmian. Obsługę tych linii firma Warbus zakończyła 31.12.2014, oddając linię 348 MPK Poznań, a linię 341 – spółce Transkom.
Od 1.01.2009 do 31.12.2012 firma obsługiwała linie wewnątrzgminne: 390, 395 i 399.
Od 10.09.2010 spółka Warbus rozpoczęła przewozy na zlecenie Zarządu Transportu Miejskiego w Poznaniu na linii mikrobusowej 121. Linia ta została zawieszona z dniem 1.01.2012.
Od 2.11.2011 firma obsługuje komunikacje w mieście i gminie Oborniki. Obsługa linii została zawieszona 17 07. 2019..
| Typ autobusu          | Liczba | Rok produkcji | Dostawa |
| --------------------- | ------ | ------------- | ------- |
| Cacciamali Thesi City | 1      | 2004          | 2011    |
| Solaris Urbino 12     | 4      | 2007          | 2007    |
| MAN NL 202            | 1      | 1996          | 2012    |
| MAN NU 313            | 2      | 1998          | 2007    |
| MAN NG 272            | 1      | 1993          | 2011    |
| МАZ 203               | 2      | 2008          | 2008    |
| Kapena Daily C50      | 7      | 2011          | 2011    |
| VDL Procity           | 7      | 2007          | 2013    |

## Oddział w Gdańsku (nieaktualne)
Od dnia 01.01.2009 r. spółka Warbus rozpoczęła przewozy na zlecenie Zarządu Transportu Miejskiego w Gdańsku na liniach 117, 122, 126, 143 (wspólnie z ZKM Gdańsk) i 171 (wspólnie z PKM Gdynia), a przejściowo również na liniach 166 (wspólnie z PKS Gdańsk) czy T6. 23 grudnia 2017 firma faktycznie zaprzestała świadczenia usług przewozowych na terenie Gdańska.
Od dnia 01.03.2010 r. spółka Warbus rozpoczęła przewozy na zlecenie Zarządu Komunikacji Miejskiej w Gdyni. Jeden autobus jeździ na liniach 177 i 187.
| Typ autobusu      | Liczba | Rok produkcji | Dostawa |
| ----------------- | ------ | ------------- | ------- |
| Solaris Urbino 18 | 7      | 2008/2009     | 2009    |
| Solaris Urbino 12 | 1      | 2011          | 2011    |
| Solbus Solcity 12 | 9      | 2008/2009     | 2009    |
| MAN NL 202        | 3      | 1996          | 2012    |
| MAZ 203           | 3      | 2008          | 2009    |
| AMZ City Smile    | 3      | 2012          | 2013    |

## Oddział w Elblągu (nieaktualne)
Od dnia 01.02.2014 r. spółka Warbus rozpoczęła przewozy na zlecenie Zarządu Komunikacji Miejskiej w Elblągu na liniach 10, 11, 13, 17, 30, 31. 18.07.2019 r. firma zaprzestała obsługi linii w Elblągu ze względu na utratę płynności finansowej.
| Typ autobusu          | Liczba | Rok produkcji | Dostawa |
| --------------------- | ------ | ------------- | ------- |
| MAZ 206               | 8      | 2007/2009     | 2014    |
| Iveco Crossway 10.8LE | 10     | 2014/2015     | 2014    |
| MAZ 203               | 2      | 2008          | 2014    |

## Oddział we Wrocławiu
Od 4 września 2016 roku przewoźnik świadczy usługi we Wrocławiu na podstawie umowy z miastem. Obsługuje linie miejskie i podmiejskie do gminy Miękinia. Trasy obsługiwane przez Warbus łączą pętle tramwajowo-autobusową w dzielnicy Leśnica z zachodnimi osiedlami miasta, m.in. Ratyń, Jerzmanowo (117), Żar (137) czy Maślice (123) oraz w miejscowościach Brzezina i Gałów. Trasy obsługuje 12 niskowejściowych pojazdów Iveco Crossway 10,8 LE.
| Typ autobusu          | Liczba | Rok produkcji | Dostawa |
| --------------------- | ------ | ------------- | ------- |
| Iveco Crossway 10.8LE | 12     | 2016          | 2016    |

25 października 2018 r. na skutek niewypłacenia wynagrodzeń na czas, wrocławscy kierowcy spółki podjęli strajk, na skutek którego część autobusów nie wyjechała w trasy.

## Oddział w Lublinie (nieaktualne)
Od 15 grudnia 2016 roku Warbus rozpoczął obsługę linii na zlecenie Zarządu Transportu Miejskiego w Lublinie 11 standardowymi oraz 22 przegubowymi Mercedesami Conecto.
| Typ autobusu          | Liczba | Rok produkcji | Dostawa |
| --------------------- | ------ | ------------- | ------- |
| Mercedes Conecto LF   | 11     | 2016          | 2016    |
| Mercedes Conecto G LF | 22     | 2016          | 2016    |